# Zamek w Abrantes
Zamek w Abrantes (port: Castelo de Abrantes) – średniowieczny zamek w miejscowości Torres Vedras, w regionie Ribatejo (Dystrykt Santarém), w Portugalii. 
Stanowiła część fortyfikacji Rekonkwisty złożonych z Linha do Tejo (Kinia Tagu), linii zamków i placówek w czasach średniowiecza, ostatnio zintegrowanych w regionie turystycznym Região de Turismo dos Templários (Region turystyczny Templariuszy).
Budynek jest klasyfikowany jako Pomnik Narodowy od 1957. 